# Kawasaki-juku
Kawasaki-juku (jap. 川崎宿 Kawasaki-juku) – druga z 53 stacji szlaku Tōkaidō, położona obecnie w dzielnicy Kawasaki miasta Kawasaki.

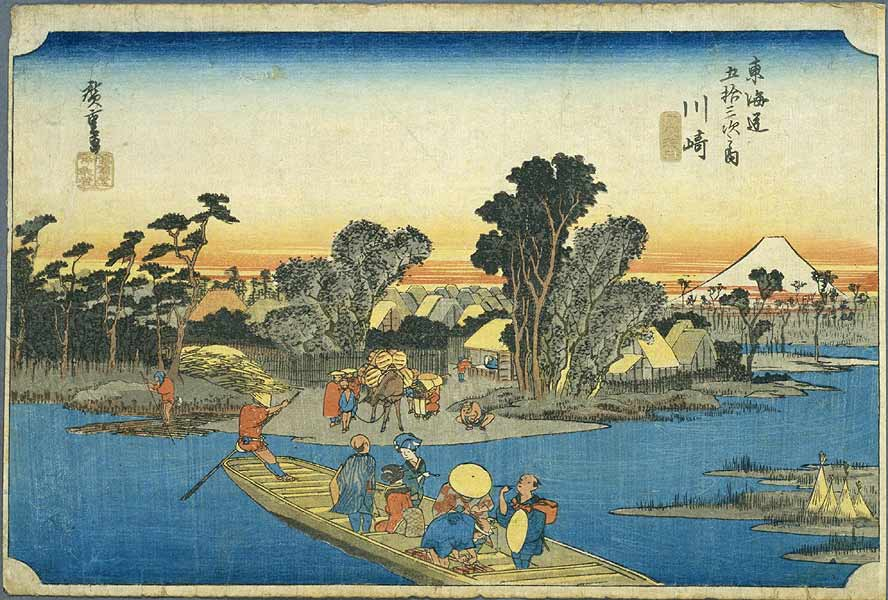
Stacja w latach 30. XIX wieku, Hiroshige Andō

Została założona jako shukuba w 1623 przez lokalnego sędziego Nagatsunę Hasegawę. Była często używana przez pielgrzymów, gdyż znajdowała się niedaleko słynnej, buddyjskiej świątyni Heiken-ji.